# Língua ngizim
Ngizim (também Ngizmawa, Ngezzim, Ngódṣin) é uma Chádicas faladas pelo povo Ngizim em Yobe, Nigéria.